# Saint-Nizier-le-Désert
Saint-Nizier-le-Désert település Franciaországban, Ain megyében. Lakosainak száma 922 fő (2022. január 1.). Saint-Nizier-le-Désert Chalamont, Châtenay, Dompierre-sur-Veyle, Lent, Marlieux, Le Plantay és Saint-Paul-de-Varax községekkel határos.

## Népesség
A település népessége az elmúlt években az alábbi módon változott:
| Lakosok száma | 355  | 390  | 484  | 797  | 894  | 912  | 916  | 921  | 920  | 922  |
|               | 1968 | 1982 | 1990 | 2006 | 2013 | 2015 | 2017 | 2019 | 2020 | 2022 |